# Kurtág Márta
Kurtág Márta, Kurtág Györgyné (leánykori nevén Kinsker Márta) (Esztergom, 1927. október 1.–Budapest, 2019. október 17.) zongoraművész és -tanár. Kurtág György zeneszerző felesége.

## Élete
Az izraelita családból származó Kinsker Márta magántanulóként érettségizett 1945-ben szülővárosa Érseki Szent Margit Katolikus Leánygimnáziumában. Az esztergomi zeneiskolában kezdett zongoratanulmányait a felszabadulás után a Zeneakadémián folytatta Antal István és Hernádi Lajos növendékeként. Kamarazenét Weiner Leónál és Mihály Andrásnál tanult. Kadosa Pálnak zeneszerzés magántanítványa volt. Kurtág Györggyel akadémiai tanulmányai kezdetén ismerkedett meg, 1947-ben házasodtak össze.
1953-tól egy évtizeden át volt a Bartók Béla Konzervatórium zongora főtárgy tanára. 1972-től a Zeneakadémia Zeneiskolai Tanárképző Intézetének tanára, az ének szakosok korrepetitora.
Nagy reményekre jogosító zongoraművészi pályáját Kurtág György nemzetközi elismertségének növekedése hatására feladta, koncerteken csak vele együtt lépett fel, minden erejével férje útját egyengette. Önálló pianistaként 2009-ben keltett ismét figyelmet, mikor nagy sikert arató lemezre vette Beethoven Diabelli-variációit.